# Маркино (Орловская область)
Маркино — деревня в Колпнянском районе Орловской области. Входит в состав Ушаковского сельского поселения. Население — 186 чел. (2010).

## История
В 1982 году проектный институт «Орелгипрогорсельстрой» разработал проект планировки и застройки центральной усадьбы Маркино колхоза «Ленинский путь».

## География
Маркино находится на Среднерусской возвышенности, в юго-восточной части области, в северо-западной части поселения. Уличная сеть не развита, сетка кварталов не четкая, прямоугольной формы..
Климат
Климат умеренно континентальный; средняя температура января −8,5 °C, средняя температура июля +18,5 °C. Среднегодовая температура воздуха составляет +4,6 °C. Годовое количество осадков 500—550 мм, в среднем 515 мм. Количество поступающей солнечной радиации составляет 91-92 ккал/см². По агроклиматическому районированию деревня Маркино, также как и весь район, относится к южному с коэффициентом увлажнения 1,2-1,3. Преобладают юго-западные ветры.
Часовой пояс
деревня Маркино, как и вся Орловская область, находится в часовой зоне МСК (московское время). Смещение применяемого времени относительно UTC составляет +3:00.

## Население
| 2002 | 2010 |
| ---- | ---- |
| 244  | ↘186 |

Национальный состав
Согласно результатам переписи 2002 года, в национальной структуре населения русские составляли 91 % от общей численности населения в 244 жителей.

## Инфраструктура
Школа.
Маркинский СДК.
Маркинский ФАП.
Было развито сельское хозяйство, действовал колхоз «Ленинский путь». Молочно — товарная ферма (поголовье — 100 шт) д. Маркино III класса.
Личное подсобное хозяйство с зоной сельскохозяйственного использования, индивидуальная застройка усадебного типа.

## Достопримечательности
Памятник истории (Решение облисп. № 33 от 27.01.1987, регистр. номер 5710784000): Братская могила советских воинов находится возле школы д. Маркино. Датировка — 1942-1943 гг..

## Транспорт
а/д Ушаково – Маркино.